# Urbanus (usurpator)
Urbanus was een van de vele soldatenkeizers (235-285) in de tijd van de Romeinse crisis van de 3e eeuw. Zijn naam wordt enkel weergegeven bij de historicus Zosimus.
Hij werd rond 271 door zijn eigen manschappen tot Romeinse keizer uitgeroepen in Dalmatia, ten tijde van keizer Aurelianus. Zijn opstand was van korte duur, hij werd door zijn eigen troepen gedood. Modern onderzoek sluit niet uit dat de rebellie van Urbanus slechts fictie is.